# دیگانگانا سوریاوانشی
دیگانگانا سوریاوانشی (به انگلیسی: Digangana Suryavanshi) بازیگر، خواننده هندی است.
از کارهای معروف او می‌توان به بازی در فیلم پادشاه رنگارنگ، سوت بزن و شیرینی اشاره کرد.